# Lenny Von Dohlen
Lenny Von Dohlen (Augusta (Georgia), 22 december 1958 – Los Angeles (Californië), 5 juli 2022) was een Amerikaans film- en toneelacteur, vooral bekend als Harold Smith in Twin Peaks en Twin Peaks: Fire Walk With Me.

## Film
Lenny Von Dohlens filmdebuut was in de met twee Oscars bekroonde film Tender Mercies uit 1983, met Robert Duvall, geschreven door Horton Foote en geregisseerd door Bruce Beresford. Andere rollen waren onder meer die in Electric Dreams (1984, hoofdrol), Blind Vision, Jennifer 8 en Edward Zwicks Leaving Normal (alle uit 1992).

## Overlijden
Von Dohlen overleed na een lang ziekbed op 63-jarige leeftijd.